# Interstate 895 (Maryland)
Pour les articles homonymes, voir Interstate 895.
L'Interstate 895 (I-895) est une autoroute auxiliaire de l'I-95 située dans le Maryland. Elle est aussi connue comme la Harbor Tunnel Thruway. L'autoroute parcourt 11,44 miles (18,41 km) entre une jonction de l'I-95 à Elkridge et un autre échangeur avec l'I-95 à l'est de Baltimore. L'I-895 est une route à péage qui traverse l'estuaire de la rivière Patapsco via le Tunnel de Baltimore Harbor. Elle est reliée à la US 1, à l'I-695 et à la Baltimore-Washington Parkway. En plus de l'I-895, deux routes collectrices, non-indiquées, l'I-895A et l'I-895B, donnent accès au tunnel depuis l'I-97 et la MD 2 à Glen Burnie. L'autoroute est conçue de telle sorte que presque tous les échangeurs font en sorte que les automobilistes passent par le tunnel via des échangeurs partiels.

## Description du tracé

### Approche ouest

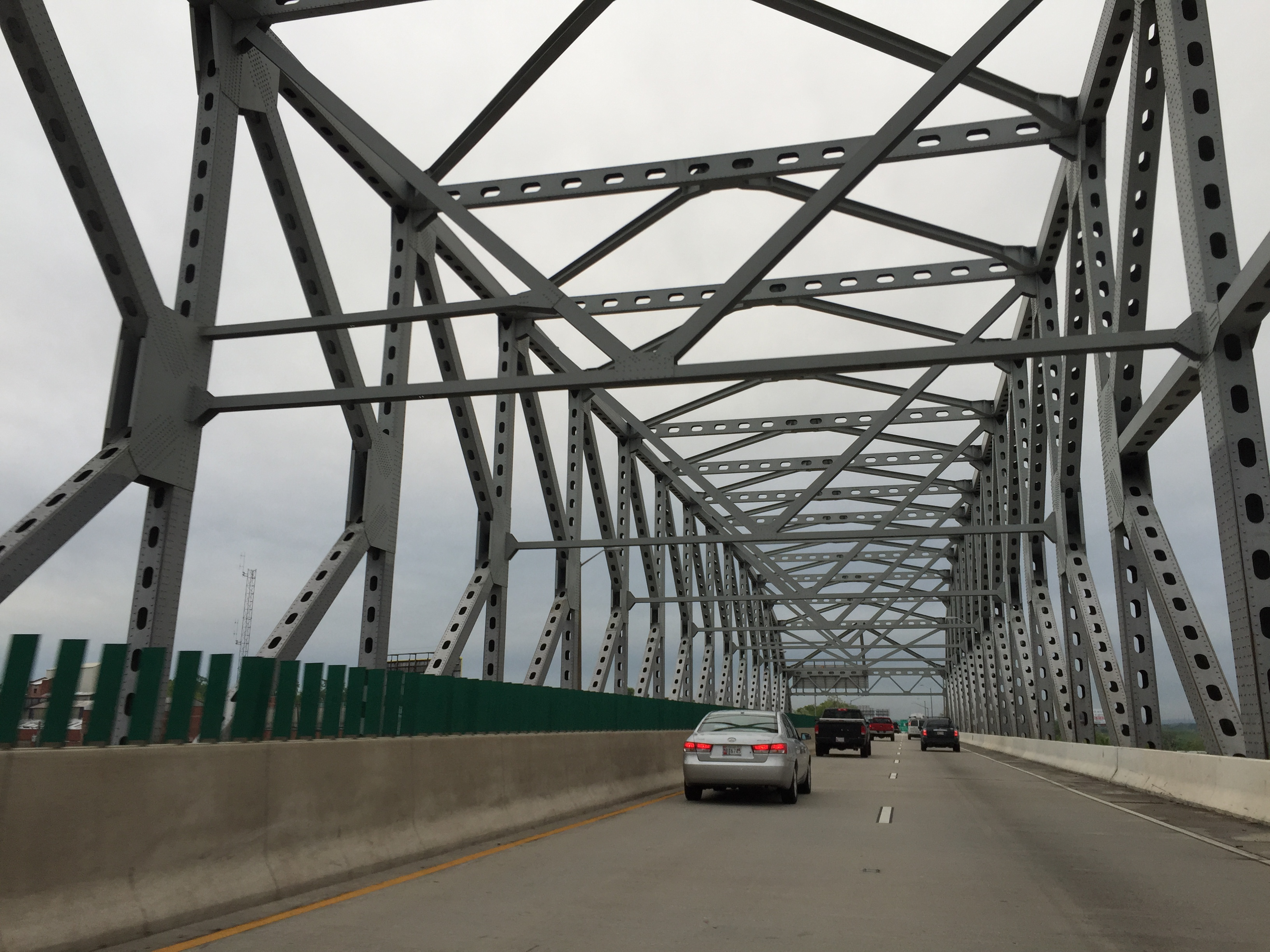
Pont au-dessus de voies ferrées au sud-ouest du tunnel

L'I-895 débute à la sortie 46 de l'I-95 à Elkridge. L'autoroute traverse rapidement la rivière Patapsco et continue son trajet vers l'est et le nord-est. Elle rencontre la US 1 et se poursuit vers le nord-est.
L'I-895 croise alors l'I-695 (Baltimore Beltway). Elle passe au-dessus de Hammonds Ferry Road à Baltimore Highlands avant d'avoir un échangeur partiel avec la MD 295 (Baltimore-Washington Parkway). L'autoroute traverse à nouveau la rivière Patapsco et croise l'extrémité nord de l'I-895B, l'une de ses deux routes auxiliaires, qui permet de relier l'I-97 et la MD 2 au tunnel.
L'autoroute entre ensuite dans les limites de Baltimore et bifurque vers l'est. Elle atteint le poste de télépéage situé avant l'entrée du tunnel. Une sortie dessert le Port de Baltimore juste après le poste de péage. Ensuite, l'autoroute descend dans le tunnel après avoir bifurqué vers le nord.

### Approche nord

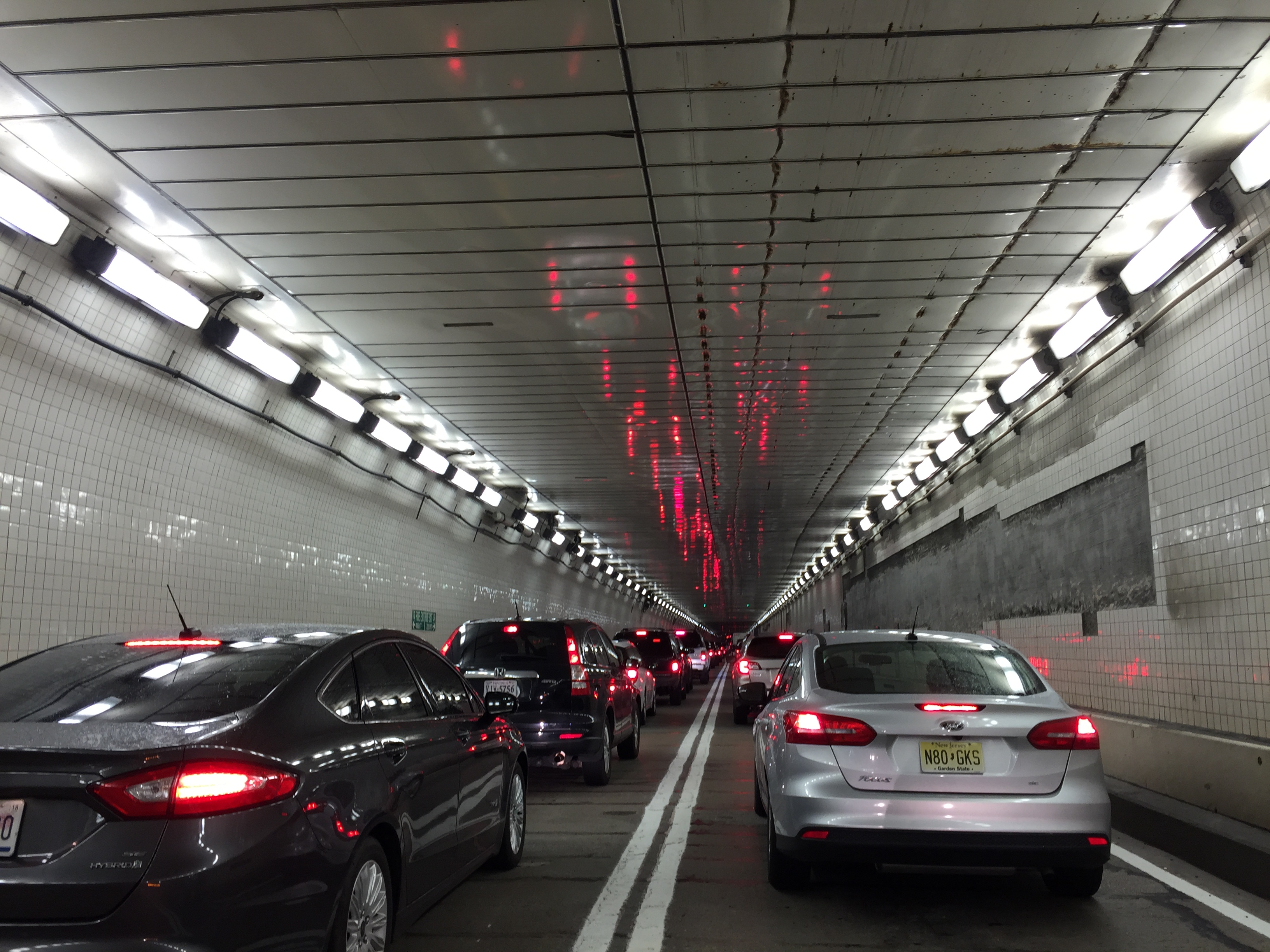
Tunnel de Baltimore Harbor

L'I-895 refait surface à côté du poste de péage du Tunnel Fort McHenry (I-95) dans le secteur de Canton. L'autoroute passe en dessous de l'I-95 et longe celle-ci sur une courte distance. L'autoroute croise quelques voies locales avant de se courber légèrement vers le nord-est. Elle croise la US 40 et la Moravia Road avant d'atteindre son terminus nord à la jonction avec l'I-95.

## Liste des sorties
| Interstate 895            |                     |            |             |                                                  |                                                                              | |
| Comté                     | Municipalité        | mi         | km          | Sortie                                           | Intersections / Destinations                                                 | Notes                                                                                              |
| Howard                    | Elkridge            | 0,00       | 0,00        | —                                                | I-95 sud                                                                     | Sortie 46 de l'I-95 nord                                                                           |
| Baltimore                 | Elkridge            | 1,04       | 1,67        | 1                                                | US 1 sud (Washington Boulevard)                                              | Sortie direction sud, entrée direction nord                                                        |
| Baltimore                 | Halethorpe          | 3,43       | 5,52        | 3                                                | I-695 nord – Towson                                                          | Sortie direction sud, entrée direction nord; sortie 8A de l'I-695                                  |
| Baltimore                 | Baltimore Highlands | 4,37       | 7,03        | 4                                                | MD 295 (en) sud (Baltimore-Washington Parkway) vers I-695 est – Aéroport BWI | Sortie direction sud, entrée direction nord                                                        |
| Anne Arundel              | Brooklyn Park       | 5,78       | 9,30        | 6                                                | Vers I-97 sud / MD 2 (en) sud – Glen Burnie, Annapolis                       | Sortie direction sud, entrée direction nord; accès via I-895B                                      |
| City de Baltimore         | City de Baltimore   | 6,86       | 11,04       | 7                                                | Potee Street sud                                                             | Sortie direction sud, entrée direction nord                                                        |
| City de Baltimore         | City de Baltimore   | 7,82       | 12,59       | 8                                                | Frankfurst Avenue vers Shell Road / Hanover Street                           | Sortie direction sud, entrée direction nord; indiqué sortie 8A (Shell Road) et 8B (Hanover Street) |
| City de Baltimore         | City de Baltimore   | 8,12       | 13,07       | Poste de télépéage de Baltimore Harbor Tunnel    | Poste de télépéage de Baltimore Harbor Tunnel                                | Poste de télépéage de Baltimore Harbor Tunnel                                                      |
| City de Baltimore         | City de Baltimore   | 8,26       | 13,29       | 9                                                | Childs Street vers Frankfurst Avenue                                         | Sortie direction nord, entrée direction sud; dessert le Port de Baltimore                          |
| City de Baltimore         | City de Baltimore   | 8,87–10,18 | 14,27–16.38 | Baltimore Harbor Tunnel sous la rivière Patapsco | Baltimore Harbor Tunnel sous la rivière Patapsco                             | Baltimore Harbor Tunnel sous la rivière Patapsco                                                   |
| City de Baltimore         | City de Baltimore   | 11,01      | 17.72       | 10                                               | Holabird Avenue – Dundalk                                                    | Sortie direction nord seulement                                                                    |
| City de Baltimore         | City de Baltimore   | 11,68      | 18.80       | 11A                                              | Boston Street                                                                | Sortie direction nord, entrée direction sud                                                        |
| City de Baltimore         | City de Baltimore   | 11,68      | 18.80       | 11B                                              | O'Donnell Street                                                             | Sortie direction nord, entrée direction sud                                                        |
| City de Baltimore         | City de Baltimore   | 12,43      | 20.00       | 12                                               | Lombard Street                                                               | |
| City de Baltimore         | City de Baltimore   | 13,28      | 21.37       | 13                                               | US 40 est (Pulaski Highway) / Erdman Avenue                                  | Sortie direction nord, entrée direction sud                                                        |
| City de Baltimore         | City de Baltimore   | 13,89      | 22.35       | 14                                               | Moravia Road                                                                 | Pas de sortie en direction nord                                                                    |
| City de Baltimore         | City de Baltimore   | 13,89      | 22.35       | —                                                | I-95 Express nord vers MD 43 (en)                                            | Sortie direction nord seulement; voies express                                                     |
| City de Baltimore         | City de Baltimore   | 14,87      | 23.93       | —                                                | I-95 nord – New York                                                         | Sortie 62 de l'I-95 sud                                                                            |
| - Péage - Accès incomplet |                     |            |             |                                                  |                                                                              | |